# Boustrofedon

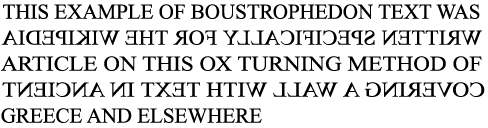
Engelse tekst in boustrofedon; regel 2 en 4 staan helemaal gedraaid; zowel schrijfrichting, woorden als letters lees je van rechts naar links en de letters staan in spiegelbeeld, zie voorbeeld 3 in het lijstje

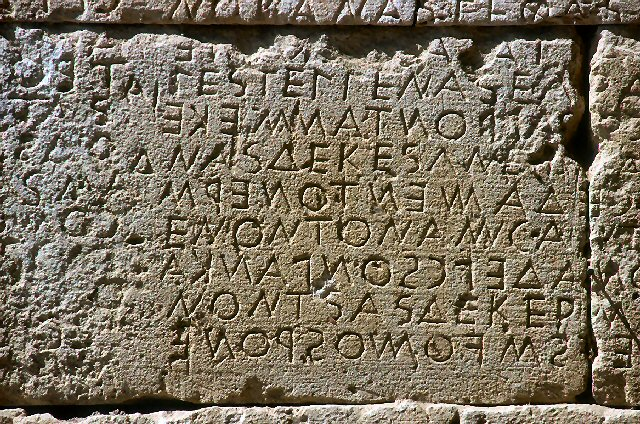
Inscriptie met het Recht van Gortyn

Boustrofedon, ossendraaischrift of ossenploegschrift is een schrijfrichting waarbij de tekst in opeenvolgende regels om beurten van links naar rechts en van rechts naar links wordt geschreven.

## Terminologie
De term boustrofedon komt uit het Grieks (βουστροφηδόν) en betekent letterlijk draaien als een (ploegende) os (bous - os, strephein - draaien). De manier van schrijven werd in verschillende perioden en in verschillende gedeelten van de wereld toegepast. Het bekendst is de toepassing in vroege Griekse geschriften.

## Schrijfwijze
Er zijn meerdere manieren om boustrofedon te schrijven, bijvoorbeeld:
| Omschrijving | Voorbeeld |
| --- | --- |
| De schrijfrichting van alle even regels wordt steeds omgedraaid, maar de woorden zelf niet.                                                        | De schrijfrichting van alle even regels wordt steeds .niet zelf woorden de maar ,omgedraaid                                                        |
| De schrijfrichting van alle even regels wordt steeds omgedraaid, en de woorden zelf ook, maar de letters niet.                                     | De schrijfrichting van alle even regels wordt steeds ed raam ,koo flez nedroow ed ne ,diaardegmo letters niet.                                     |
| De schrijfrichting van alle even regels wordt helemaal omgedraaid, zowel schrijfrichting, woorden als letters; de letters staan in spiegelschrift. | De schrijfrichting van alle even regels wordt helemaal omgedraaid, zowel schrijfrichting, woorden als letters; de letters staan in spiegelschrift. |
| De schrijfrichting van alle even regels wordt helemaal omgedraaid, en daarbij ondersteboven geschreven, oftewel 180 graden gedraaid.               | De schrijfrichting van alle even regels wordt helemaal omgedraaid, en daarbij ondersteboven geschreven, oftewel 180 graden gedraaid.               |

## Vindplaatsen
Teksten die gebruikmaken van boustrofedon, zijn op vele plaatsen in de wereld gevonden. Diverse inscripties zijn gevonden in landen in en rondom de Middellandse Zee, zoals Kreta, Cyprus, Italië (zowel in het Etruskisch als in Italische talen), Klein-Azië (Hettitisch) en in het vroegere Arabië.
Er zijn echter ook inscripties gevonden in verder weg gelegen gebieden zoals India, Centraal-Amerika, Paaseiland (het Rongorongo) en in Noord-Europa (vroeg runenschrift).
Een moderne toepassing vindt men sinds 1995 in een inscriptie van de laatste strofe van Martinus Nijhoffs beroemde gedicht Het kind en ik op een tegel bij een vijver in de Oude Hortus Botanicus achter het Universiteitsmuseum Utrecht, vervaardigd door schriftbeeldhouwer Britt Nelemans. Op deze manier wordt het spiegeleffect in het water, waarvan in het gedicht sprake is, benadrukt.